# پرواز شماره ۶۹۳۶ کاسپین

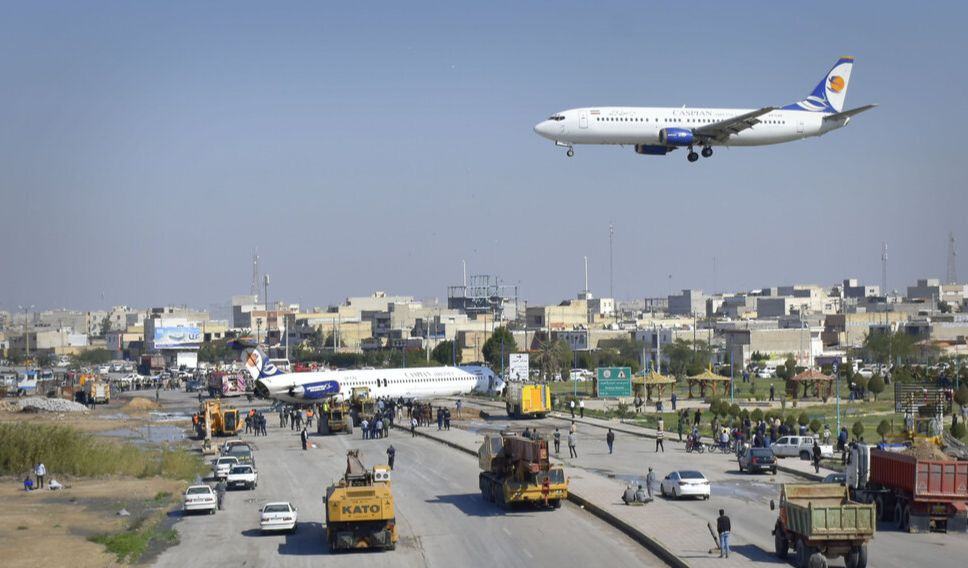
هواپیما حادثه دیده شرکت هواپیمایی کاسپین در فرودگاه ماهشهر، بهمن ۱۳۹۸

در صبح روز ۷ بهمن سال ۱۳۹۸، پرواز هواپیمایی کاسپین ۶۹۳۶ که از تهران راهی ماهشهر بود در حال فرود، از باند فرودگاه ماهشهر خارج شد. تمام ۱۴۴ تن سرنشین در هواپیما جان سالم به در بردند و تنها دو نفر مجروح شدند.

## حادثه
پرواز ۶۹۳۶ ساعت ۰۶:۳۵ به وقت محلی (۰۲:۰۵ UTC) از تهران خارج شد و ساعت ۰۷:۵۰ در فرودگاه ماهشهر به زمین نشست. این هواپیما در هنگام فرود روی باند فرودگاه قرار گرفت و در پایان به سمت بزرگراه ماهشهر - سربندار ۱۷۰ متر (۵۶۰ فوت) از انتهای باند خراج. همه ۱۴۴ نفر در هواپیما، از جمله ۱۳۵ مسافر، جان سالم به در بردند. ارابه فرود هواپیما در هنگام فرود واژگون شد. دو نفر زخمی شدند. بنا بر گفته یک شاهد عینی ارابه فرود هواپیما پیش از فرود کاملاً پایین نیامده بود. رئیس اداره هوانوردی استان خوزستان اظهار داشت: این هواپیما به مدت طولانی روی باند فرودگاه فرود آمد و باعث سقوط آن شد.
فرماندار ماهشهر محسن بیرانوند پس از این حادثه گفت که این هواپیما پس از فرود اضطراری عرض جاده را قطع کرده و در خیابان ورودی ماهشهر، کنار پارک نسترن فرود اضطراری داشته‌است این حادثه هیچ مصدومی نداشته و تمام مسافران در سلامت هستند و مشکلی وجود ندارد.

## هواپیما
هواپیمای حادثه یک مک دونل داگلاس MD-83 بود
، با شماره ثبت EP-CPZ , msn 53464 که در سال ۱۹۹۴ به هواپیمایی ایر لیبرته پیوسته بود.

## تحقیق و بررسی
سازمان هواپیمایی کشوری ایران تحقیق دربارهٔ این حادثه را آغاز کرد.